# رود تیتوفکا
رود تیتوفکا (انگلیسی: Titovka) یک رودخانه در استان مورمانسک کشور روسیه است.